# Leah Fadida
Leah Fadida Ben Sheetrit (ebraică לאה פדידה; n. 6 septembrie 1968, Haifa, Israel) este o politiciană de origine israeliană. Este în prezent membră a Knesset-ului Uniunii Sioniste.

## Biografie
Fadida s-a născut în Haifa; mama ei a fost o imigrantă din România iar tatăl ei, un imigrant din Maroc. A crescut în cartierul Hativat Carmeli din Haifa. A studiat, pentru a obține o diplomă de licență în științe sociale, în cadrul Open University din Israel, înainte de a obține o diplomă de master în politici publice la Universitatea din Tel Aviv. A studiat, de asemenea, wilderness management la Universitatea din Montana și a lucrat pentru  departamentul de silvicultură din cadrul Fondului Național Evreiesc, în nordul Israelului. Și-a continuat parcursul profesional pentru a deveni director al JNF-ului în cadrul departamentului de relații publice. La sfârșitul anilor 1990 a fost aleasă în Consiliul Local al orașului  Yokneam Illit, având funcția de viceprimar din 2002 până în 2017.
Fiind membră a Partidului Muncii, Fadida a fost plasată pe poziția 32 în lista partidului pentru alegerile Knesset-ului din 2013, dar nu a reușit să câștige un loc. Înainte de alegerile Knesset-ului din 2015 a fost plasată pe poziția 27 în lista Uniunii Sioniste, o alianță a Partidului Muncii și Hatnuah. Deși alianța a câștigat doar 24 de locuri, Fadida a intrat în Knesset pe 6 octombrie 2017 ca înlocuitor al lui Erel Margalit, care s-a întors în lumea afacerilor după ce a pierdut alegerile de partid la Avi Gabbay.
Fadida este căsătorită, are doi copii și locuiește în Yokneam Illit.